# Chishima (provincie)

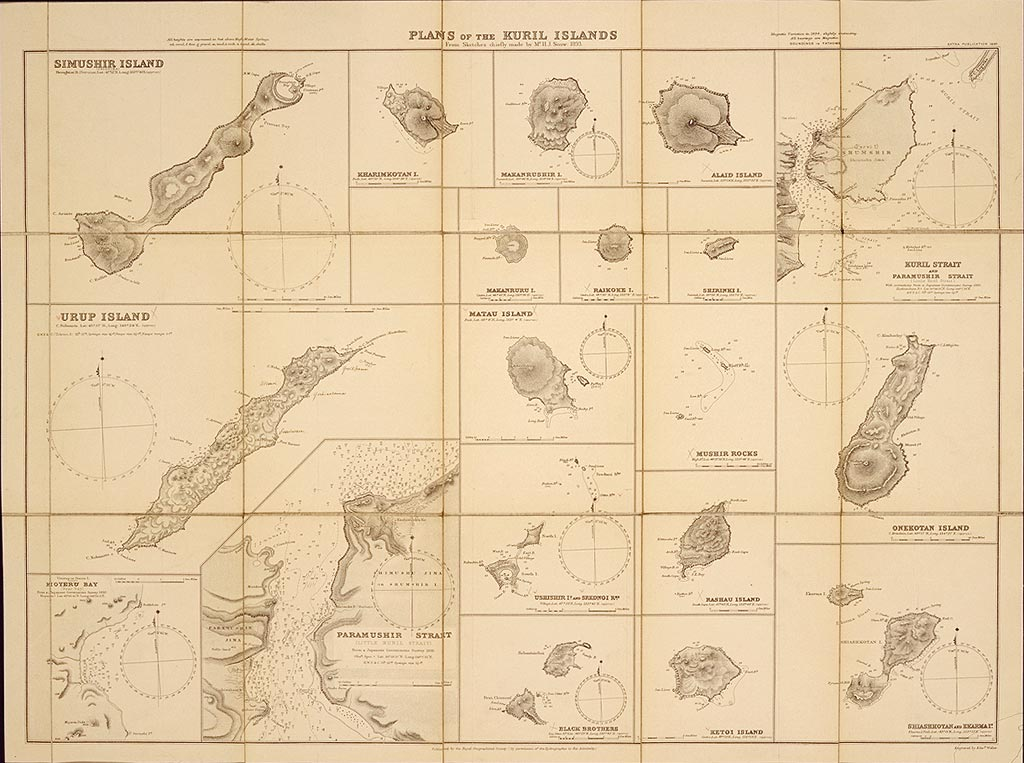
Kaart van de Koerileneilanden op basis van schetsen van H. J. Snow uit 1893 (RGS, 1897)

Chishima (Japans: 千島国, Chishima no kuni) is een voormalige provincie van Japan, gedurende de Meijiperiode. Het omvatte oorspronkelijk de Koerilen van Koenasjir noordwaarts, later werd ook Sjikotan toegevoegd. Het oorspronkelijk gebied valt tegenwoordig onder het beheer van Rusland, en het latere gebied werd afgestaan met het Vredesverdrag van San Francisco

## Geschiedenis
- 15 augustus, 1869, de provincie Chishima wordt gecreëerd met 5 districten.
- 1872, een bevolkingstelling telt 437 inwoners
- November, 1875, via het vredesverdrag van San Francisco wordt Karafuto afgestaan aan Rusland in ruil voor de Koerilen. De Koerilen worden verdeeld in drie nieuwe districten
- January, 1885, Shikotan wordt toegevoegd en vormt een nieuw district.

## Districten
- Kunashiri (国後郡) (beheerd door Rusland)
- Etorofu (択捉郡) (beheerd door Rusland)
- Furebetsu (振別郡) (opgeheven in april, 1923)
- Shana (紗那郡) (beheerd door Rusland)
- Shibetoro (蘂取郡) (beheerd door Rusland)
- Shikotan (色丹郡) (beheerd door Rusland)
- Uruppu (得撫郡) Verkregen in het Verdrag van Sint-Petersburg, afgestaan met het Vredesverdrag van San Francisco
- Shimushiro (新知郡) Verkregen in het Verdrag van Sint-Petersburg, afgestaan met het Vredesverdrag van San Francisco
- Shumushu (占守郡) Verkregen in het Verdrag van Sint-Petersburg, afgestaan met het Vredesverdrag van San Francisco

Aki · Awa (Kanto) · Awa (Shikoku) · Awaji · Bingo · Bitchu · Bizen · Bungo · Buzen · Chikugo · Chikuzen · Chishima · Dewa · Echigo · Echizen · Etchu · Fusa · Harima · Hi · Hida · Hidaka · Higo · Hitachi · Hizen · Hoki · Hyuga · Iburi · Iga · Iki · Inaba · Ise · Ishikari · Iwaki (718) · Iwaki (1868) · Iwami · Iwase · Iwashiro · Iyo · Izu · Izumi · Izumo · Kaga · Kai · Kawachi · Kazusa · Keno · Kibi · Kii · Kitami · Koshi · Kozuke · Kushiro · Mikawa · Mimasaka · Mino · Musashi · Mutsu · Nagato · Nemuro · Noto · Oki · Omi · Oshima · Osumi · Owari · Rikuchu · Rikuzen · Riukiu · Sado · Sagami · Sanuki · Satsuma · Settsu · Shima · Shimōsa · Shimotsuke · Shinano · Shiribeshi · Suo · Suruga · Suwa · Tajima · Tamba · Tane · Tango · Teshio · Tokachi · Tosa · Totomi · Toyo · Tsukushi · Tsushima · Ugo · Uzen · Wakasa · Yamashiro · Yamato · Yoshino